# Мягрека (станція)
Мягрека (рос. Мягрека, карел. Magrii) — станція (тип населеного пункту) у складі Рабочеостровського сільського поселення в Кемському районі Республіки Карелія.

## Загальні відомості
Станція разташована на перегоні Бєломорськ—Чупа Петрозаводського відділення Жовтневої залізниці.

## Населення
| 2009 | 2010 | 2013 |
| ---- | ---- | ---- |
| 3    | ↗5   | ↗6   |